# Age of Mythology: Retold
Age of Mythology: Retold (Literalmente en español La era de la mitología: recontada) es un videojuego perteneciente al género de estrategia en tiempo real desarrollado por las empresas World's Edge y Forgotten Empires y publicado por Xbox Game Studios. Se trata de una versión remasterizada de Age of Mythology, desarrollado originalmente por Ensemble Studios y lanzado en el año 2002. Se reveló por primera vez el 25 de octubre de 2022. Retold fue lanzado para Windows y Xbox Series X/S el 4 de septiembre de 2024.
Age of Mythology logró la aclamación universal tanto del público como de la crítica especializada, destacando sus avances en el apartado gráfico y la gran mejora de jugabilidad.

## Jugabilidad
Age of Mythology: Retold combina elementos del juego original con un diseño y unos gráficos de estrategia en tiempo real modernos. Creado con la versión del Bang Engine de Age of Empires III: Definitive Edition, todas las unidades y animaciones se han rediseñado por completo. La banda sonora será una nueva versión totalmente sinfónica, con numerosos retoques y modernizaciones, y ofreciendo más opciones para los jugadores.
Los jugadores pueden elegir dioses mitológicos de los panteones griego, nórdico, egipcio, y atlante, usando sus poderes para invocar criaturas poderosas y lanzar hechizos contra sus enemigos. El juego presenta una campaña de 50 misiones que lleva a los jugadores a través de varios mundos míticos, incluidos lugares como Troya, Midgard, y Egipto. En particular, la descripción de Retold solo se refiere a las culturas griega, egipcia, nórdica y atlante, excluyendo el contenido de la expansión Tale of the Dragon, a diferencia de los relanzamientos de Definitive Edition de Age of Empires I , II y III, que incluían todo el contenido oficial lanzado anteriormente en el lanzamiento. Sin embargo, el panteón chino , junto con otro, aún no especificado, ha sido confirmado como contenido posterior al lanzamiento del juego. Los jugadores pueden comandar unidades inspiradas en mitologías mundiales, como centauros , troles , momias y el cíclope tuerto.
Las habilidades de las unidades míticas pueden ser activadas por los jugadores a voluntad, en lugar de ser lanzadas automáticamente por la unidad. La habilidad cargada de una unidad también puede configurarse para que se active automáticamente, de manera similar al juego original. El límite de favor de 100 se cambia o se elimina. Los poderes de los dioses ahora son generalmente de uso múltiple con tiempos de reutilización, y reutilizar algunos de los poderes de los dioses más poderosos, como el Hijo de Osiris, cuesta favor. Una nueva Era Maravilla introduce el lanzamiento de poderes de los dioses más barato, aunque su relación con la Era Titánica actual no está aclarada. Se agrega una característica de economía automática a través de sistemas como la Prioridad de los Aldeanos. Las bases del sitio de caída de recursos se pueden seleccionar desde el panel de comando de un recurso y, cuando se colocan, un Aldeano inactivo cercano será asignado automáticamente a él. El límite de población aumenta y el juego ahora incluye trazado de rayos. Los botones de acceso rápido se muestran en íconos en el panel de comando, mientras que la información de armadura, el tiempo de recarga y los multiplicadores de ataque se muestran junto a otros atributos de unidad/edificio en el panel de información. El editor de escenarios tiene una opción de filtro de texto para encontrar objetos más rápido, y todas las unidades míticas mejoradas tienen efectos visuales únicos. Además, el juego notifica al jugador cuando se acerca a la capacidad del espacio de población.
Los jugadores entran en un mundo en el que los antiguos panteones mitológicos de varias culturas coexisten y compiten por el dominio. Los griegos, los nórdicos, los egipcios y los atlantes están enzarzados en una lucha, ejerciendo sus poderes divinos en la guerra. El arco narrativo del juego se centra en este conflicto, en el que cada civilización lleva sus mitos y criaturas legendarias al campo de batalla. Los jugadores eligen un panteón y conducen a los dioses y héroes elegidos a la victoria, dando forma al destino del mundo con cada decisión.

## Argumento

### Campaña principal
La campaña comienza en la Atlántida, donde su mejor almirante es Arkantos, quien tiene un sueño donde Atenea le advierte de que su isla aún tiene enemigos. Arkantos se propone recuperar el favor de Poseidón y repele una serie de invasiones de los piratas Velas Negras dirigidos por el minotauro Camos antes de unirse a Áyax y Ulises en la guerra de Troya. Después, Áyax recomienda a Arkantos navegar a Iolcos, hogar del centauro Quirón, para reparar sus naves. Cuando llegan sin embargo, el puerto ha sido invadido. Quirón los guía hacia el Norte donde encuentran unos prisioneros obligados a excavar una entrada al inframundo siguiendo órdenes de Gargarensis, un cíclope general señor de la guerra. Los héroes entran en el inframundo, donde Gargarensis está tratando de abrir las puertas del Tártaro para liberar al titán Cronos. En el mismo inframundo, Arkantos comprueba que ha perdido totalmente el favor de Poseidón, y que solo Zeus le favorece.
Los héroes alcanzan la superficie en Egipto, donde deciden ayudar a la mercenaria nubia Amanra contra los bandidos dirigidos por Kemsyt. Ella les revela que Osiris ha sido asesinado por Set, quien ayuda a Gargarensis. Amanra planea entonces reunir las partes del cuerpo de Osiris esparcidas por el desierto y así resucitarlo. Durante este tiempo Arkantos sueña de nuevo con Atenea, quien le revela que Gargarensis desea liberar a Cronos, encerrado por Zeus en el Tártaro, para hacerse inmortal. Amanra y Quirón recuperan algunas de las partes de Osiris, mientras que Áyax y Arkantos recuperan la parte final en poder de Camos, ejecutado finalmente por Arkantos. Con todas las piezas juntas, Osiris es resucitado y destruye el ejército de Gargarensis, por lo que el cíclope huye finalmente a las tierras nórdicas.
En el camino hacia el Norte, Áyax y Arkantos encuentran la nave naufragada de Ulises, que ha sido maldecido por Circe, y así luchan y liberan a su tripulación, que han sido convertidos en cerdos.
Cuando los héroes llegan al Norte, los hermanos enanos Brok y Eitri les dicen como llegar al Inframundo a cambio de echar a los gigantes de su forja. Más tarde, Arkantos es engañado por el anciano Skult en su intento de pacificar y unificar los distintos clanes nórdicos, Skult es en realidad Loki, también aliado de Gargarensis. Pero con la ayuda de la valquiria Reginleif ubican a Gargarensis y la puerta del Tártaro. Dentro, los héroes son perseguidos por los gigantes de fuego hasta que Quirón se sacrifica para salvarlos. Mientras Gargarensis está en la puerta, Brokk y Eitri han estado reconstruyendo el martillo de Thor, destrozado por Loki, que termina sellando la puerta.
De vuelta a la superficie, Arkantos se enfrenta a Gargarensis con la ayuda de Ulises, donde el cíclope es aparentemente capturado y ejecutado. Arkantos navega de regreso a la Atlántida, pero cuando saca la cabeza de Gargarensis, descubre que han sido engañados por Loki, pues la cabeza es en realidad de Kemsyt. Gargarensis todavía está vivo, y está en la mismísima Atlántida, tratando de abrir la última puerta. Arkantos es bendecido por Zeus y se enfrenta a Gargarensis en el templo de Poseidón, donde el cíclope es derrotado y la Atlántida se hunde en el océano, junto con Arkantos. Mientras que el resto de los héroes zarpan con los supervivientes atlantes. Tras la grandiosa hazaña, Atenea recompensa a Arkantos convirtiéndolo en un diós.

### Campaña de La Nueva Atlántida
Se centra en la civilización atlante y su líder Cástor, el hijo de Arkantos. La historia se ubica 10 años después de los eventos narrados en Age of Mythology.
Cronos sigue atrapado en el tártaro y observa a los atlantes. Envía a su siervo secreto quien posee el cuerpo del teócrata Críos para embaucar a los atlantes.
Cástor y los atlantes vagan por el norte tratando de reconstruir su civilización después de haber sido destruida hace 10 años. Críos convence a Cástor para descubrir un pasaje de Urano, y usarlo para llegar a la nueva Atlántida, de esta forma los atlantes pasan a adorar a los titanes, lo que los griegos consideran como una profanación y atacan a los atlantes. Pero los atlantes destruyen la colonia griega, no sin poder evitar la partida de algunas naves griegas que buscaban la protección del General Melagio, quien prepara la defensa de la ciudad de Sikios. Sin embargo, los atlantes consiguen invadir la ciudad y asesinan al general.
Con la muerte del General Melagio, los egipcios y nórdicos acuden en ayuda de los griegos, Cástor decide que son muy poderosos y escapan. Sin embargo, él no regresa a la nueva Atlántida, sino que se dirige a las tierras nórdicas. Su plan es que los nórdicos no esperan un ataque, así que destruye los templos nórdicos y los reemplazan con templos atlantes para mostrar su superioridad. Cástor también destruye la torre de Odín con ayuda de Cronos, la única fortaleza del dios en la tierra.
Después algunas fuerzas atlantes navegan a Egipto. Por su parte, a Amanra se le aparece Arkantos, quien le revela que los atlantes se disponen a robar las reliquias egipcias. Amanra fortalece las protecciones alrededor de las reliquias, pero los atlantes logran robarlas. Arkantos reaparece de nuevo y le dice a Amanra que los atlantes son liderados por su hijo Cástor, pero que está siendo engañado, así que Arkantos pide a Amanra que encuentre a Cástor y lo ayude.
Mientras, Críos felicita a Cástor en su trabajo y le muestra otro pasaje de Urano que le debería llevar a la retaguardia de los griegos. Cástor entra en él con sus tropas pero aparece en el Monte Olimpo del que no puede regresar, así que Cástor decide que su única opción es atacar el Monte Olimpo con ayuda de sus criaturas míticas. Sin embargo, una vez que lo hace, Cástor tiene un mal presentimiento y se dirige a los territorios griegos. Cuando llega allí, ve al descomunal Prometeo causando estragos en Sikios. Críos le dice que es un titán y Cástor se da cuenta de que ha sido engañado por Críos, quien escapa de inmediato.
Cástor es atacado por los otros atlantes que están bajo el control de Críos. Mientras tanto, Amanra se encuentra con Áyax, también en busca de Cástor y le rebela su engaño. Amanra y Áyax lo rescatan con rocs. Arkantos aparece y Cástor le dice a su padre que él no se dio cuenta de que estaba siendo engañado. Arkantos le perdona y le dice a los héroes que dos titanes menores han sido liberados en las tierras nórdicas y en Egipto. Amanra decide ir a Egipto en primer lugar, ya que es su tierra natal.
El titán en Egipto es Cerbero, y los héroes deciden despertar a la estatua del guardián con un sacerdote de Osiris, para destruir al titán. A continuación, viajan a las tierras nórdicas, y se reúnen con el Rey Folstag, un poderoso gigante de hielo, cuyas tierras están siendo destruidas por el titán Ymir.
Los héroes consiguen resistir el avance del titán hasta la llegada del Niddhog, un poderoso dragón nórdico que acaba con Ymir. Los héroes viajan a Grecia donde encuentran las tierras destruidas y en llamas, prueba de los ataques de Prometeo, así que intentan debilitar al titán extendiendo la semilla de Gea por la tierra quemada para revivirla, y tras debilitarlo acaban con el titán en Grecia. Los héroes regresan entonces a la nueva Atlántida, donde rescatan a los ciudadanos de los autómatas.
Cástor, Áyax y Amanra se meten en un pasaje de Urano que los lleva a la vieja Atlántida, donde Cronos, el rey de los titanes, consigue salir del tártaro. Para detenerlo, Cástor y sus aliados convocan a Gea, quien derrota a Cronos y lo encarcelara para siempre. Cástor encuentra a Críos tratando de escapar, pero salta sobre él y le clava una espada en el pecho. De esta forma Cástor se convierte en el líder de los atlantes.

## Desarrollo
Age of Mythology: Retold está siendo codesarrollado por World's Edge , Forgotten Empires , Tantalus Media , CaptureAge y Virtuos Games . El juego fue revelado por primera vez el 25 de octubre de 2022. World's Edge anunció la fecha de lanzamiento del juego el 9 de junio de 2024, en el Xbox Summer Showcase. Fue lanzado para Windows y Xbox Series X/S el 4 de septiembre de 2024. El juego tiene como objetivo combinar elementos del original con un diseño y visuales modernos, brindando una experiencia tanto para los viejos fanáticos como para los nuevos jugadores. Los desarrolladores están mejorando las ediciones definitivas de los juegos anteriores de Age of Empires para construir el juego que los jugadores han imaginado. Esto incluye agregar trazado de rayos, aumentar el límite de población e incorporar un motor para manejar efectos especiales.
Los compradores de la edición prémium pudieron jugar del 12 al 14 de julio de 2024 la versión beta del juego que incluye a los dioses de las civilizaciones griega, egipcia y nórdica en el modo de juego escaramuza y multijugador y los primeros 5 escenarios de la campaña "La Caída del Tridente".

## Recepción
Según el grupo de reseñas Metacritic, Age of Mythology: Retold alcanzó la "aclamación universal" según 28 reseñas de críticos especializados para PC y 4 reseñas de críticos para Xbox Series X. Según OpenCritic, el 95% de las 20 reseñas de críticos recomiendan el juego, destacando su gran salto en innovación, sus gráficos pulidos, y sus avances en jugabilidad tanto en solitario como multijugador.
PCGamesN elogió la interfaz de usuario mejorada, describiéndola como más clara y vibrante, al tiempo que ofrece una experiencia más fácil de usar. Las críticas se dirigieron a las imágenes mejoradas; algunos jugadores pueden encontrar que el nuevo arte detallado carece del encanto del original y se siente demasiado genérico. Windows Central comentó positivamente sobre las imágenes mejoradas y la recreación fiel del audio y la banda sonora. También destacaron las mejoras en la jugabilidad y la gama de opciones de accesibilidad. Algunas críticas se dirigieron a problemas de búsqueda de rutas y algunos errores y fallas.

### Premios
Age of Mythology: Retold consiguió numerosos premios y nominaciones, recibió una nominación como "Mejor juego de Microsoft Xbox" en los Gamescom Awards 2024.